# Champurrado

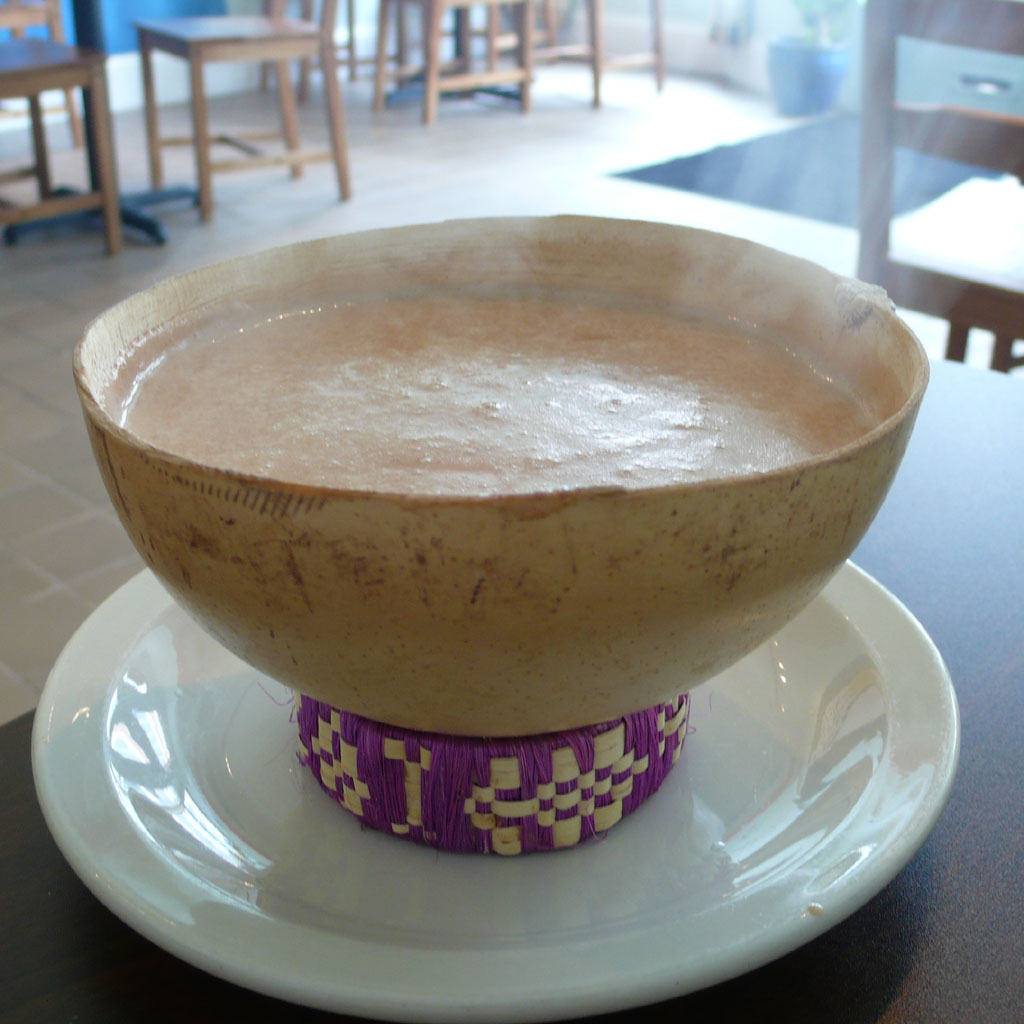
Champurrado als Teil des Mexican breakfast

Champurrado ist ein traditionelles Heißgetränk, das aus Schokolade und Atole hergestellt wird. Es kommt ursprünglich aus Mittelamerika.
Gewöhnlich wird das Getränk mit Tamales oder Churros serviert und besonders häufig in der Weihnachtszeit im Zusammenhang mit den Feierlichkeiten der Posadas oder am Día de los Muertos gereicht.

## Zubereitung
Das Getränk wird in Mexiko normalerweise mit Schokolade, Masa de Maíz (mit Kalkwasser behandelter Maisteig), Masa Harina (getrocknetem Masa de Maiz) oder Maisbrei (vor allem den Sorten, die auch für Atole Verwendung finden) sowie Panela, Wasser oder Milch hergestellt. Je nach Geschmack wird mit Zimt, Anis oder Vanille gewürzt. Gemahlene Nüsse, Orangenschale und Ei können zusätzlich zum Verfeinern und Andicken verwendet werden. Die Getränke der Atole-Familie werden mit dem so genannten Molinillo (einem hölzernen Rührbesen) oder einem Mixer aufgeschlagen, bis sie schaumig sind.
In Mexiko ist ein Instant-Mix (Getränkepulver) erhältlich.
Einige Rezeptvarianten verwenden auch Rum und andere alkoholische Getränke für Champurrado.
Auf den Philippinen bezieht sich die Bezeichnung champorado auf eine Art Porridge.

## Geschichte
Das Getränk ist seit vorkolumbianischer Zeit bekannt. Bereits die Azteken und Maya haben Champurrado hergestellt.